# 明治安田生命大阪御堂筋ビル
明治安田生命大阪御堂筋ビル（めいじやすだせいめいおおさかみどうすじビル）は、大阪府大阪市中央区伏見町（御堂筋沿い）にある事務所ビル。別名、ランド・アクシス・タワー（愛称：L.A.タワー）。

## 概要
2001年（平成13年）7月17日、明治生命保険（現・明治安田生命保険）の開発、竹中工務店の設計・施工により「大阪明治生命館ランド・アクシス・タワー」として竣工。1965年（昭和40年）竣工の旧大阪明治生命館（地上9階、地下4階）の地下躯体を活用・再生し建て替えた。
2017年（平成29年）3月24日、共有持分50%が明治安田生命保険からグローバル・ワン不動産投資法人に譲渡価格92億円で譲渡された。なお、共有持分50%の2020年9月30日時点の鑑定評価額は111億円である（持分100%換算で222億円）。

## 入居者
テナント総数は14社（2020年9月30日現在）。なお、竣工当初、テナントとの賃貸借契約は定期借家契約で、近畿圏で最初にビル全体を定期借家契約で行なった例とされている。
- 三菱ケミカル（西日本支社）
- エレコム（本社） - 9F
- ディー・エフ・エル・リース（本社） - 11F[5]
- エスコン（大阪本社） - 13F

## 受賞等
- 大阪まちなみ賞第22回奨励賞（2002年）[6]
- 2002年日本建築学会賞（技術）「市街地建物建替え時の既存地下躯体再利用構法の開発－大阪明治生命館　ランドアクシスタワー－」株式会社竹中工務店大阪明治生命館プロジェクトチーム[7]
- 第44回BCS賞（2003年）[8]

## 交通アクセス
- 大阪市高速電気軌道(Osaka Metro)御堂筋線：淀屋橋駅直結
- 京阪本線：淀屋橋駅から徒歩4分